# Џиен
Џиен (慈円 Jien, 17. мај 1155.  Кјото – 28. октобар 1225. Оми - данас Шига) био је јапански песник, историчар и будистички монах.

## Биографија
Рођен као син Фуџиваре но Тадамичија Џиен је припадао моћном аристократском клану Фуџивари који су блиско сарађивали са царем и имали великог удела у управљању земље. Упркос томе његова интересовања су била другачија па се веома рано замонашио у будистичком манастиру Тендаи узевши име „Докаие“ да би га касније променио у „Џиен“. Временом се уздигао на позицију Даисоџоа (大僧正,  слично данашњој титули архиепископа), као вођа Тендаи огранка.
Почео је да изучава и записује историју Јапана како би "просветлио људе за животне преокрете". Његово ремек дело, завршено око 1220. године, скромно је названо Гуканшо, које се грубо преводи као Белешке једне луде. У делима покушао је да анализира чињенице које је прикупио о историји Јапана. У делу Гуканшо Џиен је изразио песимистички став према добу у коме је живео (феудални Јапан 1185-1603) сматравши да је дошло време верског пада у коме је видео распад цивилизације. Џиен је сматрао да су промене у феудалној структури неопходне и бранио је утицај шогуна у управљању земље.
За свој песнички рад именован је једним од 36 бесмртних песника укључених у збирке Шин Кокин Вакашу и Огура Хјакунин Ишу.